# Demència amb cossos de Lewy
La demència amb cossos de Lewy o demència de cossos de Lewy (la utilització de l'abreviatura DCL sense l'article, pot donar lloc a confusió amb el deteriorament cognitiu lleu) és la tercera causa de demència darrere de la malaltia d'Alzheimer i la demència vascular. Es considera una prevalença d'al voltant del 10 al 20 per cent del total de casos de demència.
És una malaltia neurodegenerativa. La seva etiologia no està aclarida. El seu diagnòstic de certesa només pot fer-se post mortem, amb la demostració de la presència dels cossos de Lewy a l'escorça cerebral frontal, parietal, temporal i en la substància negra. Els cossos de Lewy són unes estructures existents a les neurones i que són una degeneració del seu citoplasma; consisteix en una acumulació anormal de proteïnes, fonamentalment alfa-sinucleïna, que s'identifica amb precisió mitjançant tècniques inmunohistoquímiques.
Els símptomes de la malaltia inclouen la presència de deterioració cognitiva, similar a la que podem observar en la demència d'Alzheimer, a més de l'aparició de símptomes de parkinsonisme (lentitud de moviments, rigidesa articular i de vegades tremolor), al·lucinacions, deliris o respostes anormals a diversos fàrmacs. Les fluctuacions és un altre dels símptomes cardinals de la malaltia.
La DCL és una entitat clínic-patològica descrita recentment. Les seves principals característiques clíniques són la deterioració mental, parkinsonisme d'intensitat variable, trets psicòtics com les al·lucinacions visuals (AV), i fluctuacions de l'estat cognitiu que afecten especialment a l'atenció i concentració.
Fins a l'aparició en 1996 dels criteris diagnòstics del Taller Internacional del Consorci per a la Demència amb Cossos de Lewy, els casos de DCL solien ser erròniament classificats com a malaltia d'Alzheimer (MA), malaltia de Parkinson (MP) o la superposició d'ambdues.
Encara avui la DCL és poc diagnosticada clínicament. Constitueix més del 10% de tots els casos de demència que arriben a la necròpsia, però els estudis de mostres clíniques informen que només al voltant d'un 5% tenen la síndrome de DCL.

## Epidemiologia
Els CL van ser descrits per primera vegada per Forster i Lewy el 1912 en el tronc cerebral de pacients amb la llavors anomenada paràlisi agitans (MP). Més tard, Hassler va descriure els CL corticals en la MP, però no va ser fins al 1961 que Okazaki va discutir sobre el seu possible paper associat a la demència.
No hi ha dades epidemiològiques fiables, perquè no hi ha estudis poblacionals d'aquesta entitat, però en les sèries recents la DCL podria constituir entre el 10% i el 36% de les demències, només sobrepassada per la MA, a la qual freqüentment s'associa. L'edat de començament de la DCL sol ser entre els 70 i els 80 anys, com ocorre amb altres demències degeneratives.
Alguns estudis longitudinals registren un curs evolutiu més ràpid i un pitjor pronòstic que el de la MA, amb una durada de la malaltia menor per a la DCL, mentre que altres estudis no troben diferències significatives en aquest aspecte. En gairebé totes les sèries predomina el sexe masculí.
Encara que la major part de la DCL és esporàdica, hi ha unes quantes famílies en les quals DCL i MP estan determinades genèticament per anormalitats en el gen de la α-sinucleina, la proteïna que es creu que està més implicada en la formació dels cossos de Lewy. El gen pot tenir una mutació, o presentar seqüències de repetició (duplicació o triplicació).
La presentació en aquestes famílies pot ser tant de MP com de DCL, aportant una forta evidència que aquests dos trastorns comparteixen una base comuna. Les famílies amb una duplicació del gen solament tenen MP, suggerint que hi ha un efecte "dosi-depenent", o sigui que cal una major sobreproducció de α-sinucleina per desenvolupar una histopatologia cortical extensa que produeixi demència.
La troballa histològic definitori de la DCL és la presència a les neurones corticals dels denominats cossos de Lewy (CL), inclusions citoplasmàtiques eosinòfiles i arrodonides el principal component de les quals és la α-sinucleína, a més d'ubiquitina i proteïnes de neurofilaments. Apareixen també abundants plaques d'amiloide (com les de la MA), i escassos cabdells neurofibrilars.
Els CL corticals són difícils de detectar microscòpicament amb les tècniques convencionals d'hematoxilina-eosina, raó per la qual només es van publicar uns pocs casos abans dels anys 80. El desenvolupament de mètodes de tinció immunocitoquímica amb anticossos, primer enfront de la ubicuitina i més recentment enfront de la α-sinucleina, són els que han facilitat la visualització cortical dels CL, estimulant amb això la investigació dins de l'espectre dels diferents trastorns amb CL (per exemple la MP amb demència i sense, i la DCL).
Els CL clàssics, definitoris de la MP, es localitzen en les neurones monoaminèrgiques de la substància negra i en altres nuclis del tronc cerebral i diencèfal. Tenen un centre dens eosinòfil, hialí, de vegades laminat, i un halo més clar. Els CL corticals, en canvi, tenen un contingut proteic fibril·lar i lipídic molt similar al dels CL clàssics però totalment homogeni, amb propietats histoquímiques com les de l'halo d'aquells, i el seu immunoreactivitat és alguna cosa diferent. Es distribueixen especialment pel sistema límbic, àrees d'associació del neocòrtex, diencèfal i tronc encefàlic.
Tan sols al voltant del 10-20% dels casos de DCL són "purs", és a dir, sense altres alteracions histopatològiques acompanyants. Aquests pacients són probablement més joves i més parkinsonians. Però els casos purs de DCL poden tenir un "ple" de símptomes de DCL, la qual cosa suggereix que la histopatologia de cossos de Lewy per si sola és causa suficient per a l'aparició dels símptomes.
Un altre 10-20% de casos presenta suficient patologia de plaques i cabdells (estadis de Braak V i VI) com per ser creditor d'un diagnòstic histopatològic concomitant de MA. Aquests pacients tenen moltes més possibilitats de semblar clínicament una MA, amb índexs baixos de les tres característiques centrals (AV, fluctuació i parkinsonisme) mitjançant les quals els clínics tracten d'identificar a la DCL. Probablement, aquesta és la raó principal de l'infradiagnòstic de la DCL referit anteriorment.
La majoria dels casos de DCL té alguna histopatologia del tipus Alzheimer, habitualment plaques d'amiloide neocorticals i hipocàmpiques. La major part d'aquests casos tindrà les característiques clíniques típiques de la DCL.
A més de tot això, s'ha de considerar la contribució de la histopatologia vascular que podem trobar en fins a un 30% de casos de DCL. Això pot modificar de nou el quadre clínic, ja sigui en termes de forma de començament i progressió, o de presència de signes i símptomes focals.
Per tant, és simplista pensar en una histopatologia i un perfil clínic. El metge que fa el diagnòstic ha de ser conscient de la possibilitat d'histopatologia mixta i d'un quadre clínic mixt. No hi ha cap prova complementària ni marcador biològic específic d'aquesta malaltia. Segons alguns autors l'electroencefalograma (EEG) mostra alentiment posterior i brots ocasionals d'ones lentes o agudes.

## Neuroimatge
En comparació de la MA, l'atròfia del lòbul temporal és menys pronunciada en la DCL, mentre que l'atròfia cerebral difusa (amb la seva corresponent dilatació ventricular exvacuo) i les intensitats periventriculars i de la substància blanca tampoc diferencien la DCL de la MA o de la Demència Vascular (DV). Els estudis de neuroimatge funcional amb SPECT (tomografia computadoritzada d'emissió de fotó únic) i PET (tomografia d'emissió de positrons) han mostrat una hipoactivitat parietotemporal similar en la MA i en la DCL, mentre que la hipoactivitat occipital és més pronunciada en la DCL.
La funció dopaminèrgica nigroestriatal pot visualitzar-se mitjançant trazadores específics per als transportadors presinàptics de la dopamina (per exemple, mitjançant el carboximetoxi-iodofenil-tropano [CIT]-SPECT o PET). Estudis recents que han utilitzat aquest mètode han trobat una funció dopaminèrgica greument deteriorada en la DCL, anormalitat que comparteix amb la MP però no amb la MA. Aquestes troballes suggereixen que el [CIT]-SPECT podria ser especialment útil en el futur en el diagnòstic diferencial entre MA i DCL.

## Genètica
En l'actualitat, l'estudi genètic no es pot recomanar com a part de l'estudi diagnòstic rutinari. La major part dels casos de DCL són esporàdics, i solament hi ha uns pocs casos de famílies amb malaltia amb CL autosòmica dominant. L'al·lel APOE-ε4 (al·lel ε4 de l'apolipoproteina I) està molt difós entre els casos de DCL, com ocorre en la MA, encara que ocorre menys en la MP.
La majoria dels estudis no han trobat associacions entre la DCL i els polimorfismes de gens involucrats en els casos de MA familiar. No obstant això, la mutació APP717 (proteïna precursora d'amiloide 717) pot estar associada a MA familiar i a CL corticals molt abundants.

## Quadre clínic
Inicialment aquesta demència sol ser diagnosticada com a MA o DV però, posteriorment i davant la presència de símptomes parkinsonians, el clínic la classifica com DCL.
En altres casos, els pacients presenten inicialment símptomes clàssics de la MP i més tard desenvolupen la demència; solament una minoria de pacients presenta inicialment els símptomes d'ambdós trastorns.

### Criteris del Taller Internacional del Consorci per la DCL
Aquests criteris han estat actualitzats a l'octubre de 2005:
Característica essencialDemència de curs progressiu - Són típics els dèficits en l'atenció i en la funció executiva. Una alteració prominent de la memòria pot no ser evident en les fases inicials.
Característiques centralsDues de les següents característiques defineixen un diagnòstic de demència amb cossos de Lewy probable, i la presència d'una sola d'elles indica el diagnòstic de demència amb cossos de Lewy possible:
- Fluctuació de la capacitat cognitiva amb variacions importants de l'atenció i de l'estat d'alerta.
- Al·lucinacions visuals complexes recurrents ben formades i detallades.
- Signes motors espontanis de parkinsonisme.

### Característiques suggestives
- Trastorn del somni REM (Rapid Eye Movement - moviment ocular ràpid), que pot aparèixer anys abans del començament de la demència o del parkinsonisme.
- Greu sensibilitat als neurolèptics, que ocorre fins a en el 50% dels pacients amb DCL.
- Baixa captació del transportador de la dopamina en els ganglis basals del cervell, apreciada mitjançant SPECT o PET.

### Característiques que recolzen el diagnòstic
- Caigudes repetides i síncopes (desmais).
- Pèrdues de consciència transitòries no explicades per altres causes.
- Disfunció autonòmica.
- Al·lucinacions no visuals.
- Anormalitats visuoespacials.
- Altres trastorns psiquiàtrics.

### Característiques contràries al diagnòstic
El diagnòstic de demència amb cossos de Lewy és menys probable en presència de:
- Malaltia vascular cerebral, amb signes neurològics focals o lesions vasculars en tècniques de neuroimatge.
- Evidència d'una altra malaltia neurològica o sistèmica que pogués justificar el quadre clínic. Són també freqüents l'atenció làbil, la lentitud del pensament, la hipersòmnia diürna, els estats d'absència, els defectes executius i, especialment, els defectes visuoespacials i visuoconstructius. Sovint l'insight està preservat, a diferència dels casos de MA.

### Clínica
Les fluctuacions del rendiment cognitiu es presenten d'un dia per a un altre o fins i tot en el mateix dia, i són freqüents els quadres confusionals d'origen desconegut, no atribuïbles a factors externs ni metges definits.
Els signes parkinsonians són, potser, el tret més característic de la DCL. En alguns casos precedeixen a la demència, de forma subtil o notòria, i els pacients són diagnosticats durant mesos o anys de MP, amb resposta escassa i transitòria a la L-Dopa. Predomina la rigidesa, que apareix precoçment en més de la meitat dels casos, però són també freqüents la bradicinèsia, la falta d'expressivitat facial, els trastorns de la postura, marxa i reflexos posturals i, en menor mesura, la hipofonia i el deliris. Aquests trets poden donar-se també en la MA, però són més lleus i tardans i de vegades associats a CL corticals.
Les diferències entre el parkinsonisme de la DCL i de la MP són escasses: el caràcter simètric, escàs tremolor i poca resposta al tractament amb L-Dopa. S'aconsella no utilitzar el diagnòstic de DCL quan el parkinsonisme precedeix a la demència en més d'un any, qualificant-se aquests casos de malaltia de Parkinson amb demència.
El tret psicòtic més clar és la presència d'AV, típicament complexes i molt elaborades, i de presentació precoç.
De vegades les al·lucinacions s'acompanyen d'idees delirants, especialment del tipus persecutori, molt establerts, elaborats i de fort contingut, a diferència dels pobrament formats de la MA.
Els defectes en la percepció visual (distorsions de grandària, forma, moviment o color), en combinació amb defectes generals com a escassa llum externa, confusió i deterioració cognitiva, tenen un paper clau en el desenvolupament de les al·lucinacions visuals, les identificacions errònies delirants, les agnòsies visuals i les incapacitats visuoconstructives característiques de la DCL.
El trastorn del somni REM s'aprecia sovint en persones amb DCL. Durant els períodes de somni REM el subjecte es mou, gesticula i/o parla. En despertar-se, el subjecte pot sofrir una confusió més pronunciada entre somni i realitat.
Evolució de la malaltia
La barreja de característiques clíniques i la seva ordre d'aparició en el curs de la malaltia poden variar de pacient a pacient, depenent d'on estiguin localitzades predominantment les lesions histopatològiques. Per exemple, els pacients amb signes extrapiramidals precoços i prominents mostren marcats canvis nigroestriatals, mentre que aquells amb al·lucinacions i deterioració cognitiva primerencs tenen una pronunciada participació cortical o del sistema límbico.
De la mateixa manera, els pacients amb DCL amb inestabilitat postural i caigudes molt freqüents presenten lesions histopatològiques de la malaltia en medul·la espinal i ganglis simpàtics i parasimpàtics.
La durada mitjana de la malaltia és de 5 o 6 anys (amb un rang de 2 a 20 anys), i el ritme de progressió ve a ser d'uns 4 o 5 punts a l'any en el Mini Mental State Examination de Folstein.

### Estudi neuropsicològic
En comparació de controls sans, la funció cognitiva dels pacients amb DCL està deteriorada en totes les seves àrees, amb gran variabilitat. En comparació de la MA, els pacients amb DCL poden mostrar una deterioració menys greu de la memòria, però més discapacitat visuoperceptiva, visuoespacial (com en els pacients amb MP), i constructiva.
Figura complexa de Rei-Osterrieth L'escala d'intel·ligència de Wechsler (WAIS), a més de servir per mesurar el quocient intel·lectual en persones sanes, és aplicable en l'estudi de la DCL, com en el dels altres trastorns cognitius.
Les funcions visuo-constructives poden ser examinades amb la còpia de pentàgons (com la que existeix en el Mini Mental State Examination de Folstein) o el test de dibuix del rellotge o, de manera més elaborada, amb el test de la figura complexa de Rei-Osterrieth, dissenyada per Rei en 1941 per investigar tant l'organització perceptual, com la memòria visual en individus amb lesió cerebral.
El Stroop Test és també útil en la DCL, per valorar la funció executiva (avalua la interferència cognitiva). En 1886, Cattell va comprovar que era necessari un esforç cognitiu per seleccionar el nom dels colors després de la presentació de làmines amb colors que podien coincidir (congruents) o no (incongruents) amb el nom del color escrit a peu de pàgina.
Les diferents variants del Stroop Test (dissenyat inicialment per J. Ridley Stroop en 1935) aprofiten aquest fenomen, mitjançant la presentació de seqüències de làmines en les quals el subjecte ha de seleccionar el color en el qual el text està escrit, i no el color que li indica la lectura del text:
Els pacients amb DCL (igual que els que pateixen MA) sofreixen una clara afectació de la memòria semàntica. Els pacients amb DCL en particular tenen problemes quan han d'extreure el significat d'imatges, la qual cosa molt probablement es deu a una combinació de deterioracions semàntic i visuoperceptiu. El test de denominació de Boston és molt adequat en l'examen d'aquesta deterioració.
El Neuropsychiatric Inventory és útil en la valoració i el seguiment dels trastorns neuropsiquiàtrics de la DCL.
No existeix un patró neuropsicològic únic de deterioració cognitiva que pugui diferenciar clarament a la DCL de la MA en un pacient, i tant les fluctuacions de l'atenció com els símptomes neuropsiquiàtrics o els signes extrapiramidals poden interferir amb els tests neuropsicològics.

## Diagnòstic diferencial
Les principals síndromes a considerar per al diagnòstic diferencial amb la DCL són:
Altres síndromes neuropsiquiàtrics que cursen amb al·lucinacions i idees delirantsEls símptomes neuropsiquiàtrics són freqüents en la majoria dels trastorns degeneratius cerebrals. En comparació de la DCL, els pacients amb MP i MA sofreixen amb menys freqüència al·lucinacions visuals i idees delirants, encara que augmenten amb la progressió de la seva malaltia. En la malaltia de Creutzfeldt-Jakob, les manifestacions inicials poden consistir en trastorns neuropsiquiàtrics, com a depressió, ansietat o idees delirants. El curs d'aquesta malaltia és molt més ràpid que el de la DCL de totes maneres. El delirium, de diferents etiologies, es caracteritza per estat confusional fluctuant i, freqüentment, per al·lucinacions visuals. Les al·lucinacions i idees delirants poden també aparèixer en altres trastorns psiquiàtrics en la vellesa (depressió psicòtica, epilèpsia del lòbul temporal).
Altres trastorns cerebrals degeneratius amb signes extrapiramidalsEls signes extrapiramidals són poc comuns en la MA i en la DV, en les quals a més solen ser lleus fins als últims estadis de la malaltia. Tots els pacients amb MP idiopàtica tenen signes extrapiramidals, i tenen risc de desenvolupar demència. Els signes extrapiramidals poden aparèixer també en altres malalties menys freqüents, com la malaltia de Creutzfeldt-Jakob, la paràlisi supranuclear progressiva, l'atròfia multisistèmica i la degeneració còrtico-basilar. Anar al començament
Síndromes amb profundes fluctuacions en la cognicióLa fluctuació està present també en la DV i en la MA, però és menys freqüent que en la DCL. Els estats de delirium de qualsevol etiologia amb freqüència cursen també de manera fluctuant.

## Tractament
Actualment no existeix cap tractament capaç de modificar la malaltia. El tractament simptomàtic té com a condicions prèvies el diagnòstic precís i la identificació dels símptomes més prominents en cada pacient. El clínic ha d'avaluar tant l'estat cognitiu com els trastorns neuropsiquiàtrics i motors. D'altra banda, ja s'estan creant les primeres associacions de cuidadors amb informació sobre les persones amb DCL i les seves cures.

### Mesures no farmacològiques
La millora dels trastorns sensorials potencialment tractables, com les possibles alteracions de l'audició o de la visió, pot reduir les al·lucinacions i les caigudes.
La reducció dels factors de risc de l'entorn (llum deficient, catifes amb les quals es pugui ensopegar, graons.), i altres mesures com l'ús de protectors (de maluc, per exemple) poden minimitzar tant les caigudes com les seves conseqüències.
En els pacients dements amb símptomes neuropsiquiàtrics aguts o molt recents, cal descartar possibles infeccions subjacents, estats de deshidratació o trastorns metabòlics com a causes possibles.

### Mesures farmacològiques
El tractament farmacològic de la DCL requereix i un acurat equilibri entre els beneficis i els riscos potencials. Els beneficis potencials inclouen millor funcionalisme, millor cognició i menys símptomes neuropsiquiàtrics. Els riscos inclouen efectes col·laterals, interaccions i complicacions secundàries, com les caigudes.
Han d'evitar-se tots els medicaments amb efectes anticolinèrgics, ja que empitjoren l'estat cognitiu, poden exacerbar els símptomes psicòtics, o poden associar-se a hipotensió ortostàtica de manera especial en els pacients amb DCL.
Les medicacions antiparkinsonians poden contribuir a la confusió i a les al·lucinacions, i haurien de reduir-se a la dosi més baixa de monoteràpia amb levodopa que sigui efectiva.
Pot assajar-se un inhibidor de la colinesterasa si persisteixen els símptomes psicòtics, sovint amb efectes molt beneficiosos, especialment sobre l'apatia, l'ansietat, els trastorns del somni i les al·lucinacions.
Haurien d'evitar-se els neurolèptics i els antipsicòtics atípics, ja que poden induir greus reaccions de sensibilitat amb empitjorament de la funció cognoscitiva i motora. Aquestes reaccions s'han associat a un increment de la mortalitat de 2-3 vegades.
No s'han dut a terme estudis controlats amb placebo per a l'ús d'antidepressius en la DCL. Els tricíclics (com l'amitriptilina o la nortriptilina) haurien de ser evitats, pel seu efecte anticolinèrgic. Els inhibidors selectius de la recaptació de serotonina (ISRS, com citalopram i sertralina) o els antidepressius multirreceptor (com la venlafaxina o la mirtazapina) poden constituir una millor elecció en el pacient amb DCL deprimit.
Els sedants en els pacients ancians amb demència augmenten el risc de confusió i de caigudes. Els antipsicòtics suaus, com la tioridazina, haurien de ser evitats a causa del seu efecte anticolinèrgic dosi-depenent.
En definitiva, prescriure per als pacients amb DCL requereix a un especialista experimentat en el trastorn.